# إغناثيو بينيا
إغناثيو بينيا (بالإنجليزية: Ignacio Peña) هو كاتب أغاني ومغني أمريكي، ولد في 21 أبريل 1973 في ريو بيدراس ‏ في بورتوريكو.

## وصلات خارجية
- إغناثيو بينيا على موقع ميوزك برينز (الإنجليزية)
- إغناثيو بينيا على موقع أول ميوزيك (الإنجليزية)
- إغناثيو بينيا على موقع ديسكوغز (الإنجليزية)